# 交響曲第5番 (プロコフィエフ)
交響曲第5番 変ロ長調 作品100は、ソビエト連邦の作曲家セルゲイ・プロコフィエフが作曲した交響曲である。プロコフィエフの作品の中でも最も人気のある作品のひとつである。

## 概要
プロコフィエフは元来政治には無関心であったが、1941年にヒトラー率いるドイツ第三帝国が独ソ不可侵条約を一方的に破棄してソ連に攻め入る現実を見て、かつてない祖国愛に目覚めたという。そして作曲家として何らかの形で祖国に貢献する道や方法を考え始め、こうした状況下で生まれたのがこの交響曲第5番であった。
作曲は1944年に、モスクワ郊外のイヴァノヴォにある作曲家たちの山荘で一気呵成に行われ、わずか1ヶ月あまりでピアノ・スコアが書かれ、さらに続く1ヶ月でオーケストラのスコアが完成されたという。
初演は1945年1月13日、モスクワのモスクワ音楽院大ホールにて、プロコフィエフ自身の指揮とモスクワ国立交響楽団の演奏で行われ、ソヴィエト全域にわたってラジオで中継された。またこの日のプログラムは、『古典交響曲』、交響的物語『ピーターと狼』と交響曲第5番という、オール・プロコフィエフ・プログラムであった。初演は大成功を収め、同年11月にはセルゲイ・クーセヴィツキーの指揮とボストン交響楽団の演奏によるアメリカ初演も行なわれた。
後にプロコフィエフはこの交響曲について、以下のように述べている。
- 「戦争が始まって、誰も彼もが祖国のために全力を尽くして戦っているとき、自分も何か偉大な仕事に取り組まなければならないと感じた。」
- 「わたしの第5交響曲は自由で幸せな人間、その強大な力、その純粋で高貴な魂への讃美歌の意味を持っている。」（1951年）[1]

## 楽器編成
フルート 2、ピッコロ 1、オーボエ 2、イングリッシュホルン 1、クラリネット 2、E♭管クラリネット 1、バスクラリネット 1、ファゴット 2、コントラファゴット 1、ホルン 4、トランペット 3、トロンボーン 3、チューバ 1、ウッドブロック、タンブリン、トライアングル、小太鼓、シンバル、大太鼓、タムタム、ティンパニ、ハープ、ピアノ、弦五部
三管編成である。

## 演奏時間
約45分

## 曲の構成
- 第1楽章 - Andante  変ロ長調、4分の3拍子。ソナタ形式。
第1主題は4分の3拍子を基本としながらも、実際は変拍子に近い。同時に旋律も様々な楽器に受け継がれていく。第2主題は4分の4拍子で、構成面・音響面ともに第1主題と対比されている。
- 第2楽章 - Allegro marcato  ニ短調、4分の4拍子。三部形式。
プロコフィエフの得意な弦楽器のスケルツォ。オスティナート的な弦楽器のスタッカートに載って、軽快な主題とリズムが展開される。トリオはニ長調となり、その主部は4分の3拍子でさらに軽快である。回帰したスケルツォでは、はじめに比べ調の変化が激しい。最後はその勢いを保ったまま強奏で終わる。
- 第3楽章 - Adagio  ヘ長調、4分の3拍子。三部形式。
前楽章とは対照的に抒情的で落ち着いた歌謡的な主題を持つ。主部は広い音域をもった美しい旋律で、長いフレーズの中で様々な楽器に紡がれてゆく。中間部は第55小節から始まり、葬送行進曲風の楽節を内包している。
- 第4楽章 - Allegro giocoso  変ロ長調、2分の2拍子。ロンド形式。A-B-A-C-A-Coda
序奏の後、第1楽章の主題を4声のチェロで回想され、生き生きとした主部に入る。第1副主題はフルートにより奏される。第二副主題部では、ブラームスの交響曲第1番終楽章のフーガにも似た展開が行われる。コーダでは、この楽章の3つの主題が展開され、終わり直前に突然各楽器を1人に絞って音量を絞ったのち、一気に盛り上げて変ロのトゥッティで終わる。